# 310 Margarita
310 Margarita este un asteroid din centura principală, descoperit pe 16 mai 1891, de Auguste Charlois.